# Zjednoczony Kościół Protestancki Francji
Zjednoczony Kościół Protestancki Francji (fr. Église protestante unie de France) – Kościół ewangelicki o charakterze unijnym we Francji. Powstał w 2013 roku w wyniku unii zawartej przez Francuski Kościół Reformowany i Kościół Ewangelicko-Luterański Francji.
Historia kościoła reformowanego we Francji sięga 1559 roku, gdy w Paryżu odbył się pierwszy ogólnonarodowy synod Kościołów reformowanych. W 1598 roku wydany został edykt nantejski, który przyznał hugenotom, jak nazywano we Francji kalwinistów, tolerancję religijną. 
Kościół liczy około 400 tysięcy wiernych w 450 parafiach. Zorganizowany jest w 9 regionów kościelnych. Parafie które wchodziły przed fuzją w skład Kościoła luterańskiego posiadają własną formę administracji - w regionie East-Montbéliard 22 parafie luterańskie zgromadzone są w ramach 4 konsystorzy o charakterze luterańskim, natomiast parafie o korzeniach kalwińskich wchodzą w skład 2 konsystorzy reformowanych. Natomiast w regionie paryskim parafie luterańskie tworzą odrębną jednostkę tak zwaną Inspekcję Paryża.
Kościół praktykuje ordynację kobiet na pastorów — od 2017 roku przewodniczącą Kościoła jest pastor Emmanuelle Seyboldt. Kobiety stanowią około 1/3 wszystkich pastorów.